# Garnizon w Helenowie
Garnizon Helenowo – garnizon 86 pułku piechoty Wojska Polskiego, który znajdował się na terenie folwarku Helenowo (od 1929 roku część gminy miejskiej Mołodeczno) w latach 1922–1939.

## Historia garnizonu i 86 pułku piechoty
Historia garnizonu rozpoczyna się w 1922 roku, kiedy to przeniesiono tu  86 pułk piechoty Wojska Polskiego z Wilna. Podczas wojny polsko–bolszewickiej, w 1919 r. pułk werbował mieszkańców Mińska oraz regionu mińskiego i był oddziałem piechoty Samoobrony Litwy i Białorusi o nazwie Miński Pułk Strzelców. Został odznaczony za udział w Bitwie Warszawskiej.
W październiku 1920 r. pułk brał udział w kampanii gen. Żeligowskiego w Wilnie, która doprowadziła do powstania nowego kraju – Litwy Środkowej ze stolicą w Wilnie. Tutaj pułk pozostał do marca 1922 r., kiedy to zgodnie ze wspólnym aktem Sejmu w Warszawie i Wilnie kraj był wcielony w granice Polski a Miński pułk piechoty został wcielony do polskiej armii. Następnie Miński pułk piechoty przekształcił się w 86 pułk piechoty Wojska Polskiego i został przeniesiony do folwarku Helenowo, siedziby głównych sił pułku. Siedziba pułku na początku znajdowała się przy ulicy Zamkowej w Mołodecznie, III batalion w wiosce Krasnoje a batalion zapasowy pozostał w Wilnie – Nowej Wilejce.

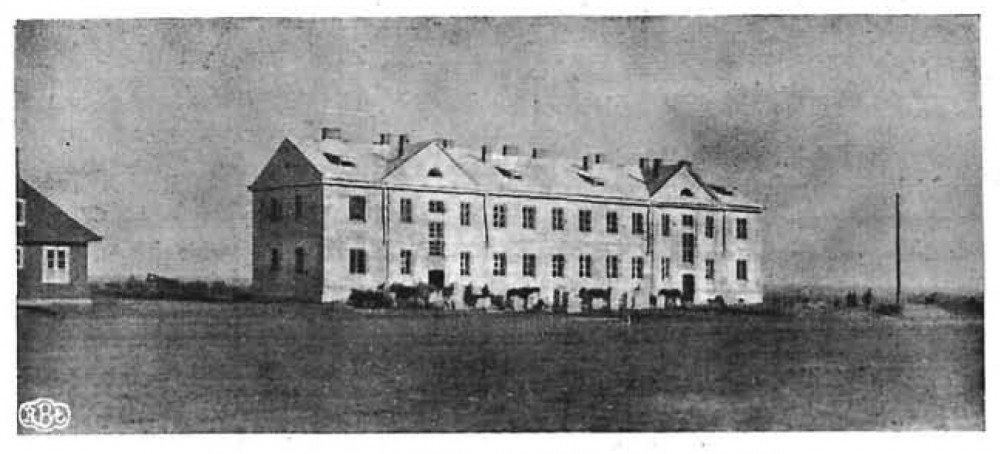
Dom dla podoficerów za czasów II RP

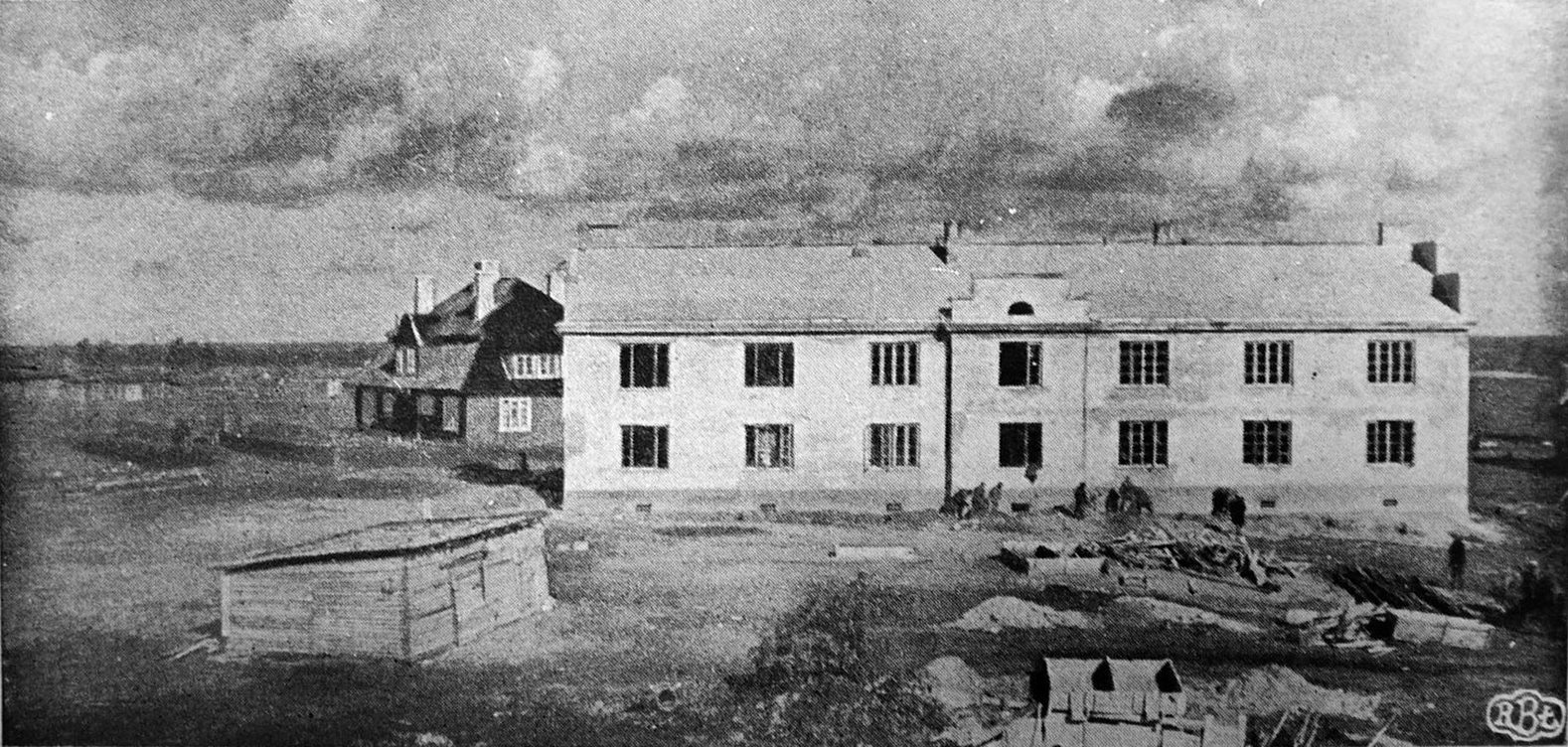
Domy mieszkalne Funduszu Kwaterunku Wojskowego

W 1924 r. w folwarku Helenowo zaczęła się budowa. Zbudowano murowane baraki dla szeregowców, służbowe domy dla oficerów i inne budynki infrastruktury wojskowej garnizonu. W latach 20. miasto wojskowe już zajmowało większość obszaru ograniczonego, jeśli spojrzeć na dzisiejszym planie Mołodeczna, ulice Drozdowicza, Jasińskiego, Czajkowskiego i B. Chmielnickiego. Mieszkało tu 68 oficerów i 2200 żołnierzy i rodzin podoficerów regularnego wojska.
W 1929 r. folwark Helenowo stał się częścią Mołodeczna. W tym samym roku, na północnym wjeździe do garnizonu wzniesiono łuk triumfalny na cześć przywódcy Polski Józefa Piłsudskiego. Otwarcie łuku odbyło się podczas uroczystości upamiętniających dekadę 86 pułku piechoty.
We wrześniu 1939 r. pułk w ramach 19 Dywizji Piechoty Wojska Polskiego wziął udział w obronie Piotrkowa Trybunalskiego w centralnej Polsce, gdzie walczył z siłami 10 Armii Niemieckiej. Podczas odwrotu pułku stanął w pobliżu Grodna, ale w dniu 17 września, kiedy napotkał Armię Czerwoną, został zmuszony do złożenia broni. Wtedy garnizon Helenowo zakończył swoje istnienie, jako osada wojskowa.

## Garnizon w Helenowie dzisiaj

Plan garnizonu w Helenowie
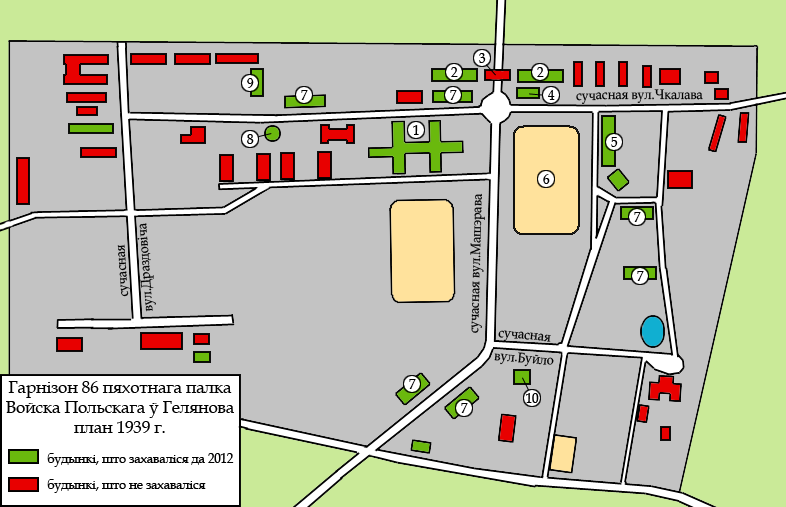
1. koszary; 2. domy oficerów; 3.Łuk Triumfalny; 4.Klub oficerów, 5.sztab pułku; 6. Boisko; 7.dwukondygnacyjny budynek mieszkalny; 8. wieża wodna; 9.stajnia; 10.dom komendanta garnizonu

Na terytorium współczesnego Helenowa zachowało się wiele budynków, które kiedyś były częścią wojskowego garnizonu.
Budynek koszarowy po wojnie był wykorzystany do innych celów. Mieścił się tu internat technikum rachunkowości i planowania w Mołodecznie i pomieszczenia szkoły medycznej w Mołodecznie. W jednym skrzydle budynku znajdował się regionalny komitet Komsomołu w Mołodecznie, którego pierwszym sekretarzem Piotr Maszerow. Po kapitalnym remoncie budynku w latach 2010-2012 znajduje się tutaj Politechnika w Mołodecznie.
Dobrze zachowane dwa trzypiętrowe domy dla rodzin polskich oficerów stojących przy ulicy Maszerowa. Na początku 1960 roku pomiędzy tymi budynkami znajdował się łuk triumfalny. Domy zbudowane są w stylu charakterystycznym dla Polski międzywojennej. Na ścianach budynków widać ślady kul i pocisków.
Budynek, w którym mieści się teraz Miński Regionalny Teatr Dramatyczny, w okresie międzywojennym był kulturalnym i rozrywkowym centrum garnizonu. Znajdowały się tu klub oficerski, kasyno i oficerska kantyna. Naprzeciwko teatru po drugiej stronie ulicy Maszerowa jest dom dwukondygnacyjny. Ten dom był jednym z pierwszych murowanych budynków w garnizonie. Był przeznaczony dla rodzin podoficerów Wojska Polskiego. Po wojnie budynek ten mieści regionalne centrum komunikacji w Mołodecznie.
Budynek, w którym obecnie znajdują się oddziały urologiczny i chirurgiczny pierwszego szpitala miejskiego, był wcześniej siedzibą pułku. Do teraz zachowały się stary system ogrzewania i część nietypowo wydłużonych okien.
Przy ulicy Builo mieści się były dom komendanta garnizonu. Teraz jest to Centrum Kultury dla dzieci "Rastok".
Nowoczesny mołodecki stadion miejski zbudowany został w miejscu wojskowego boiska, gdzie odbywała się również nauka jazdy konnej. W zachodniej części garnizonu, wzdłuż obecnej ulicy Józefa Drozdowicza powstały duże stajnie. Po wojnie na terenie stajni znajdował się sklep firmowy Mołodeczańskiej Fabryki Mebli. Dobrze zachowała się wieża wodna, która zabezpieczała wodę do pojenia koni.
W Helenowie zachowało się również wiele typowych domów dwukondygnacyjnych charakterystycznych dla przedwojennej architektury. Budynki te zostały zbudowane dla pracowników służby cywilnej i rodzin dowódców niższych rangą.

Zachowane zabudowania garnizonu
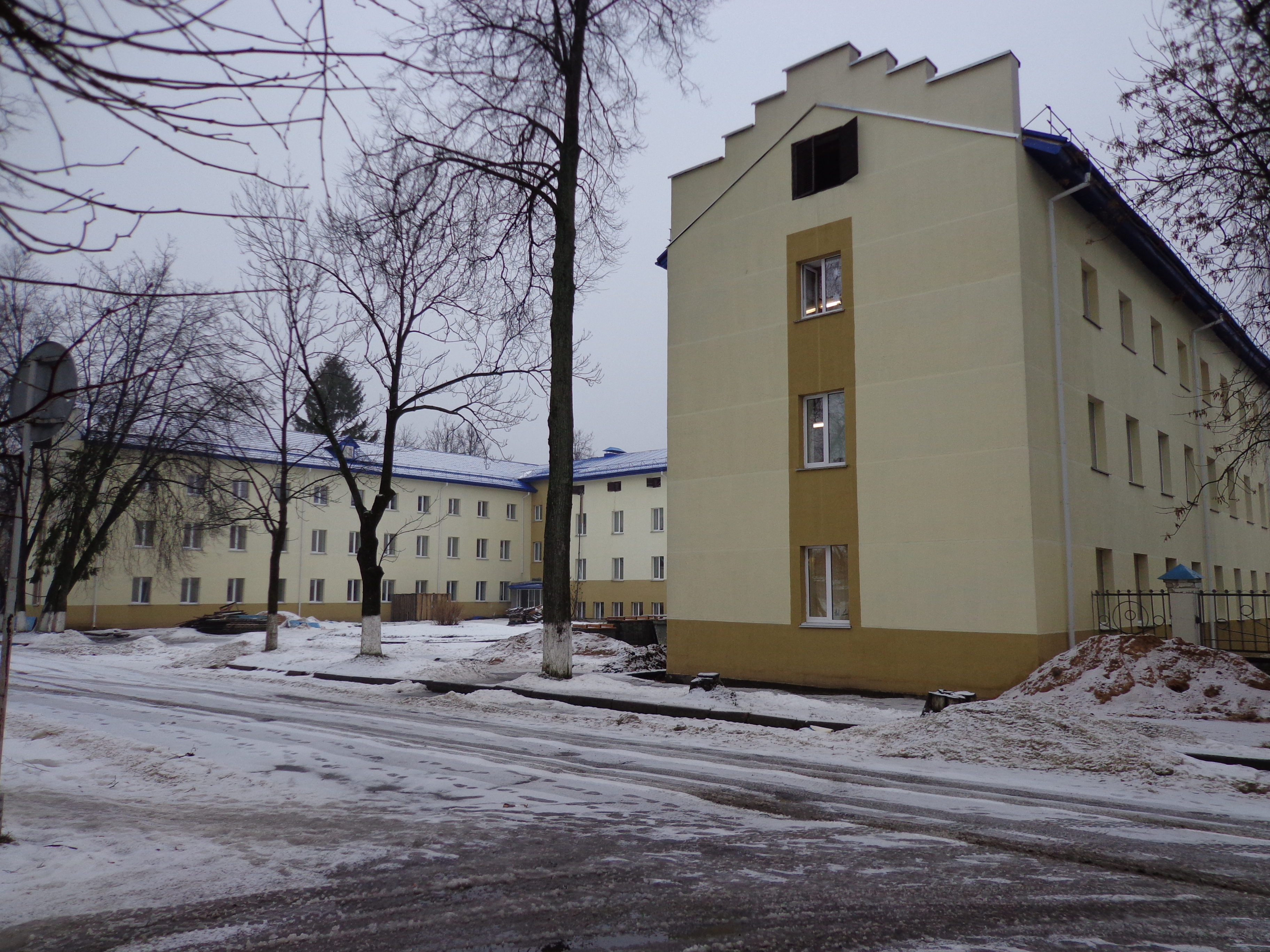
Dawne koszary Wojska Polskiego dla szeregowych (2012)
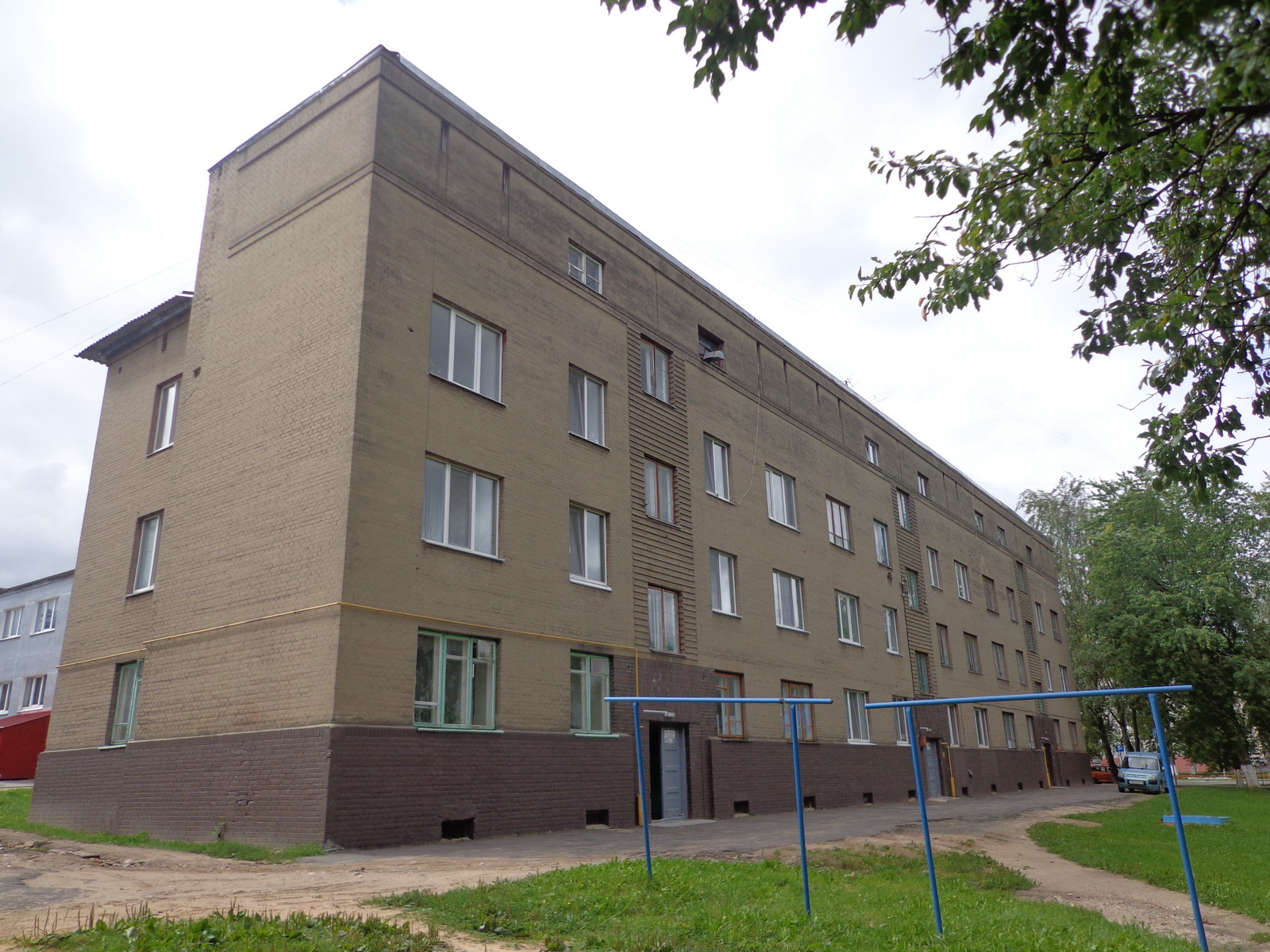
Dawny dom mieszkalny dla 18 rodzin oficerów Wojska Polskiego (2010)
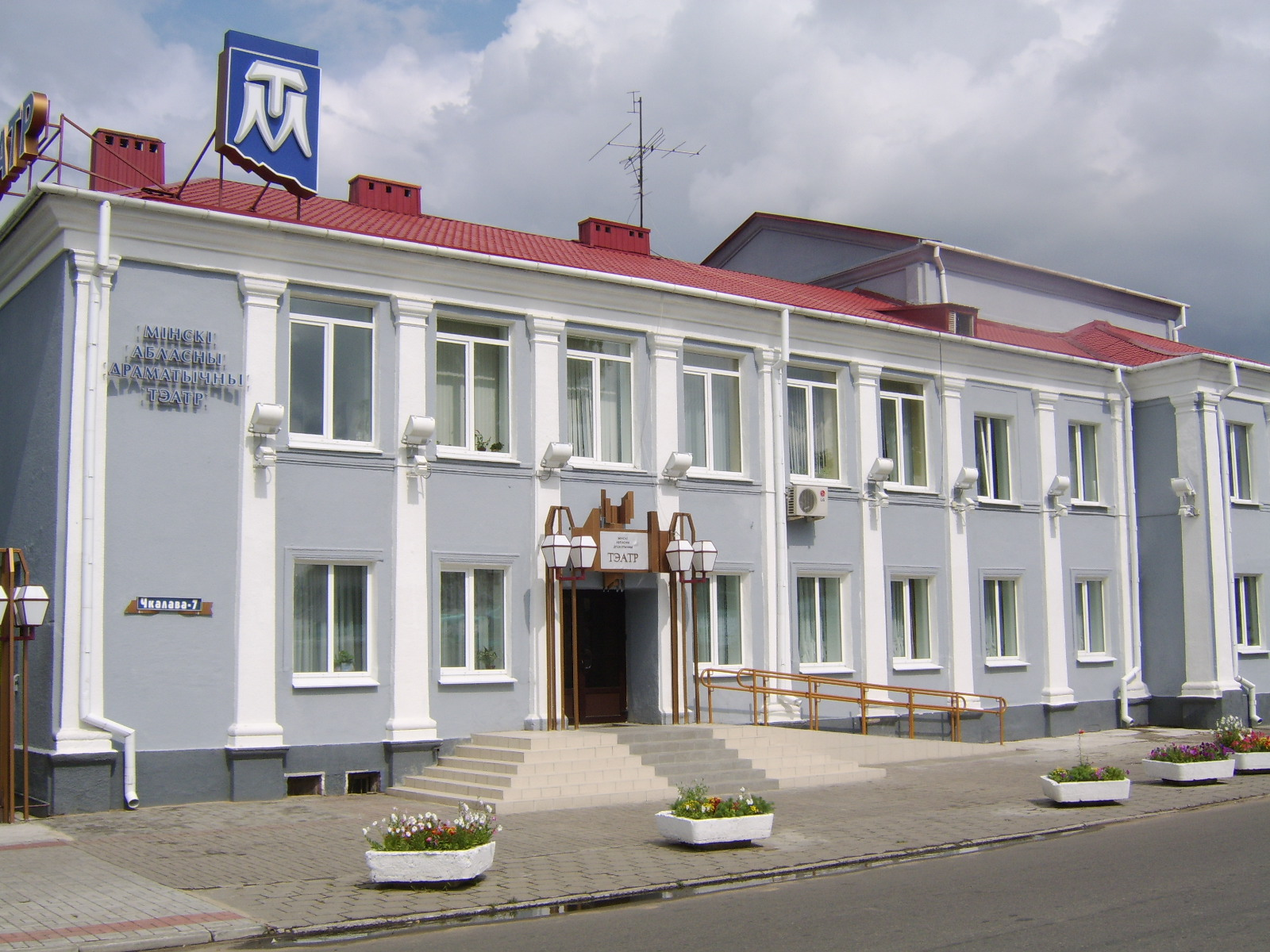
Były klub oficerów
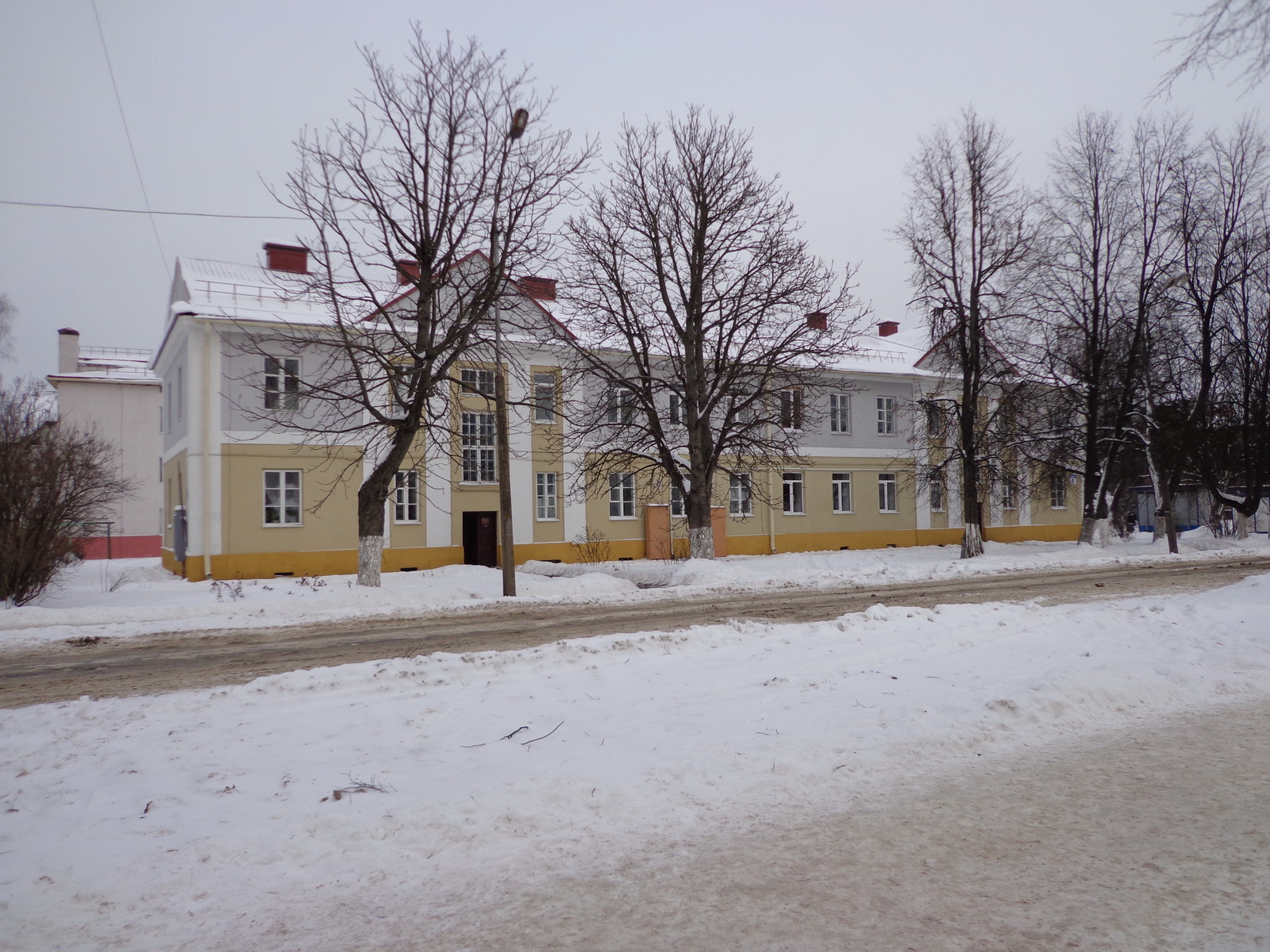
Dawny dom dla podoficerów Wojska Polskiego (2012)
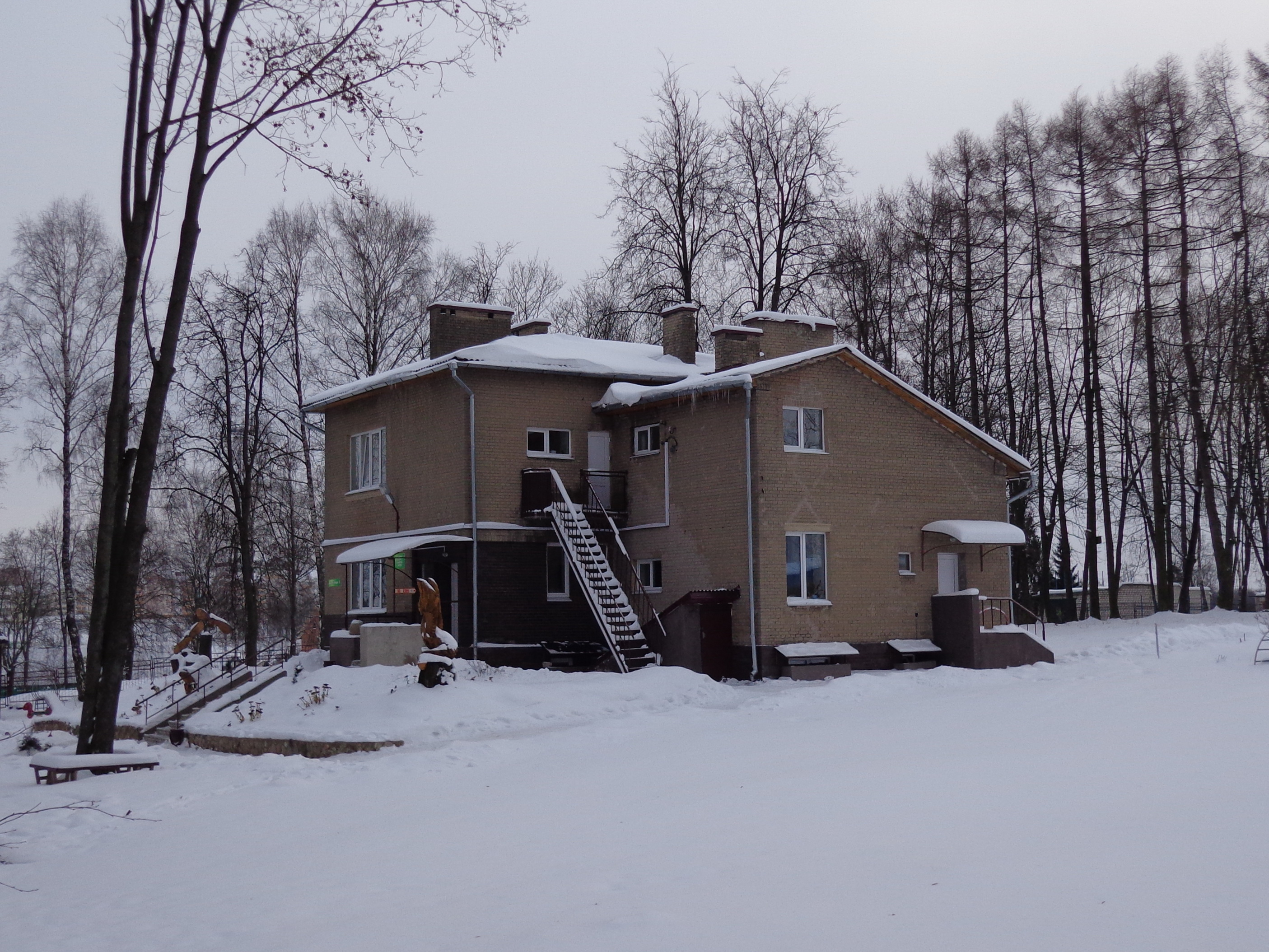
Były dom komendanta garnizonu (2012)
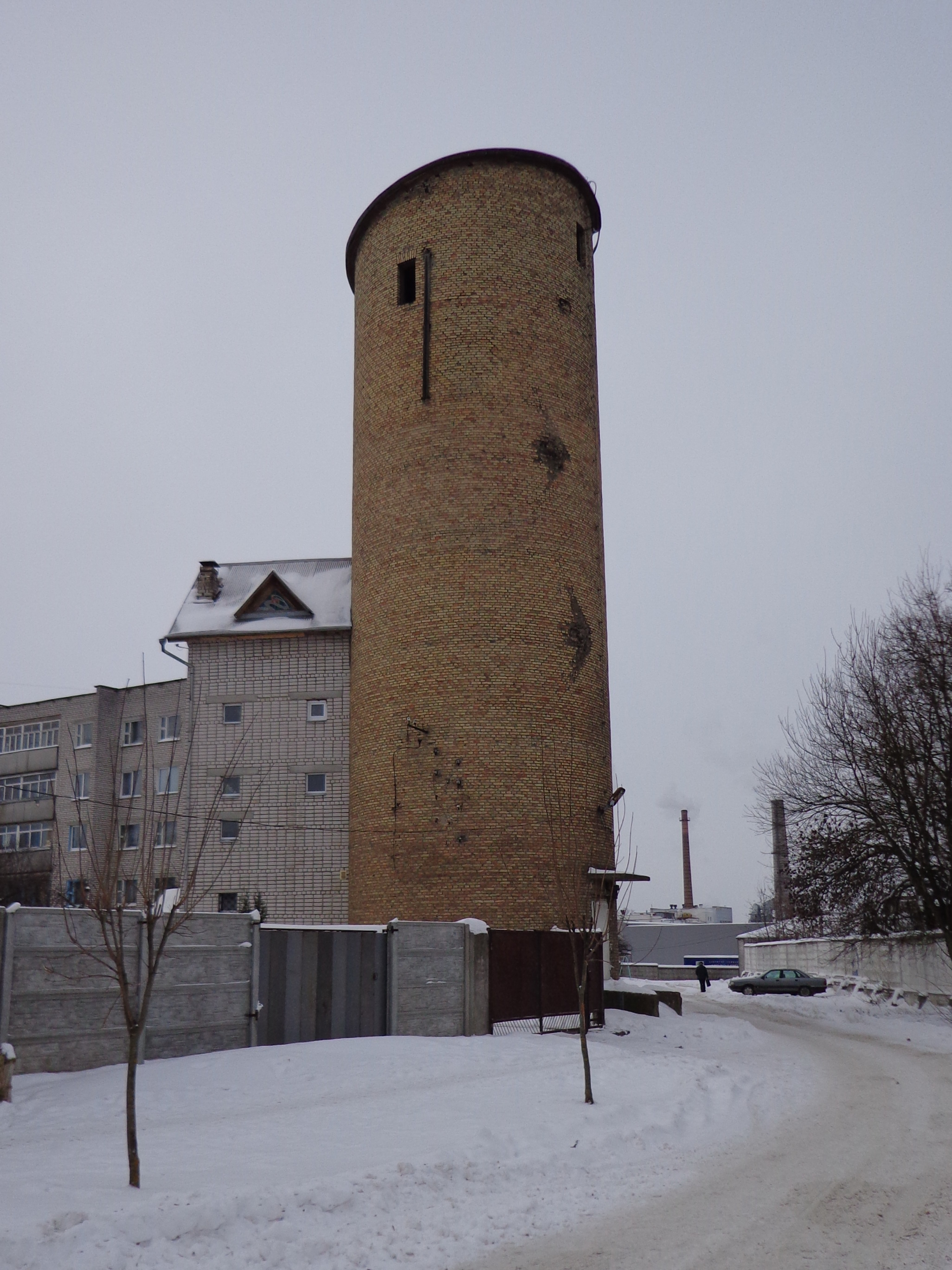
Wieża wodna (2012)
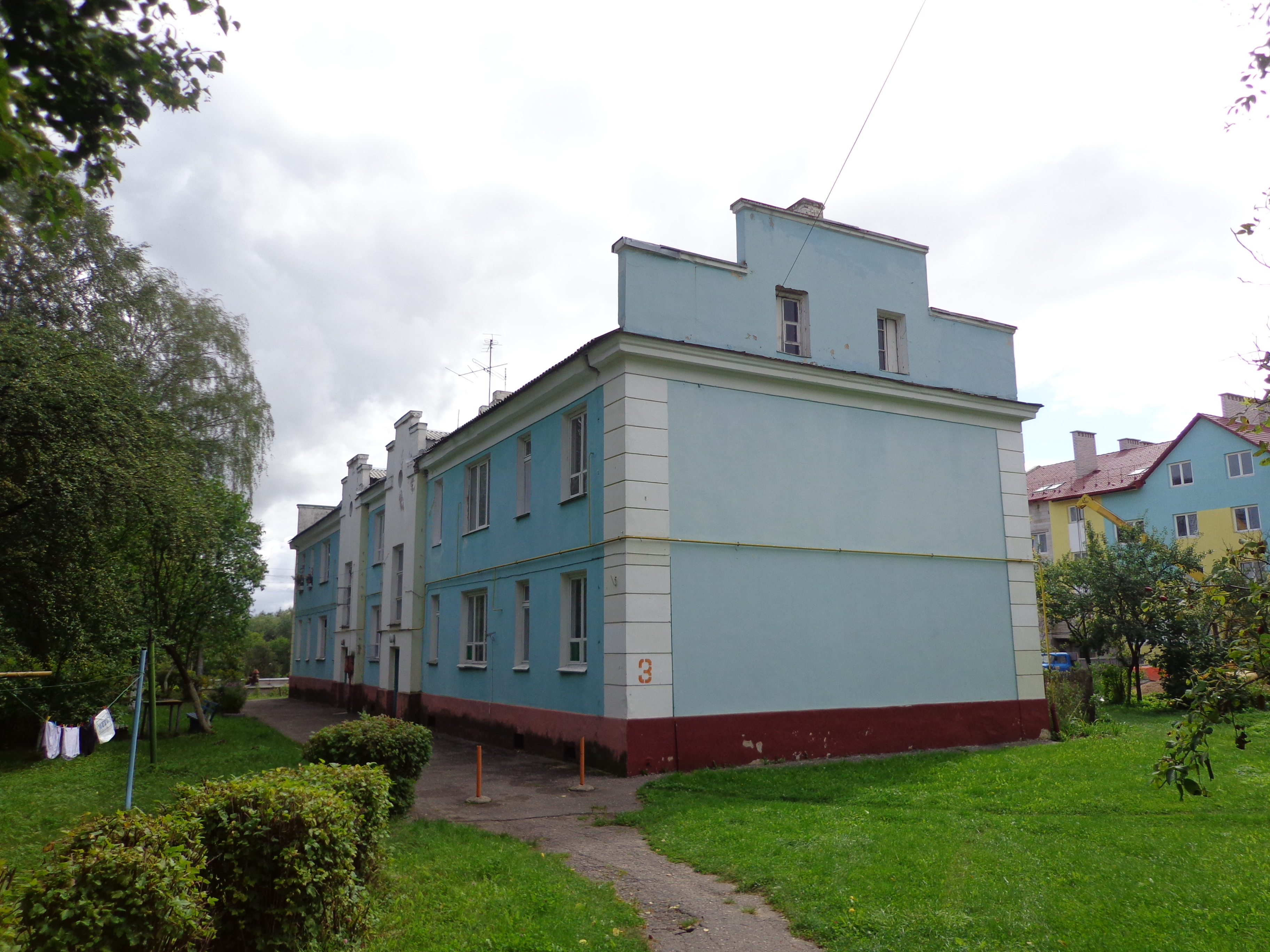
Jeden z 8-mieszkaniowych domów (2012)
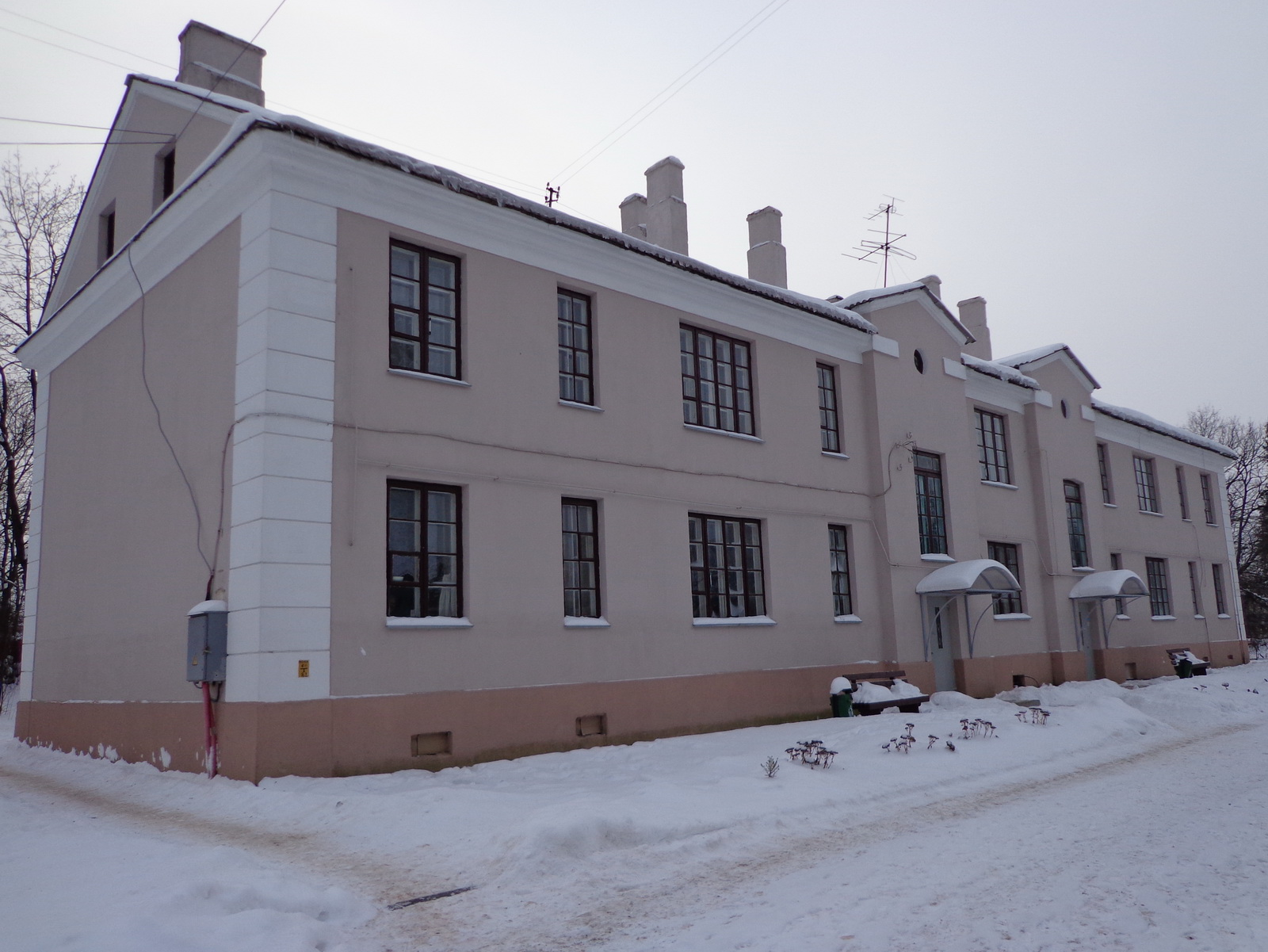
Kolejny dom (2012)

## Łuk Triumfalny, dzwon pułkowy

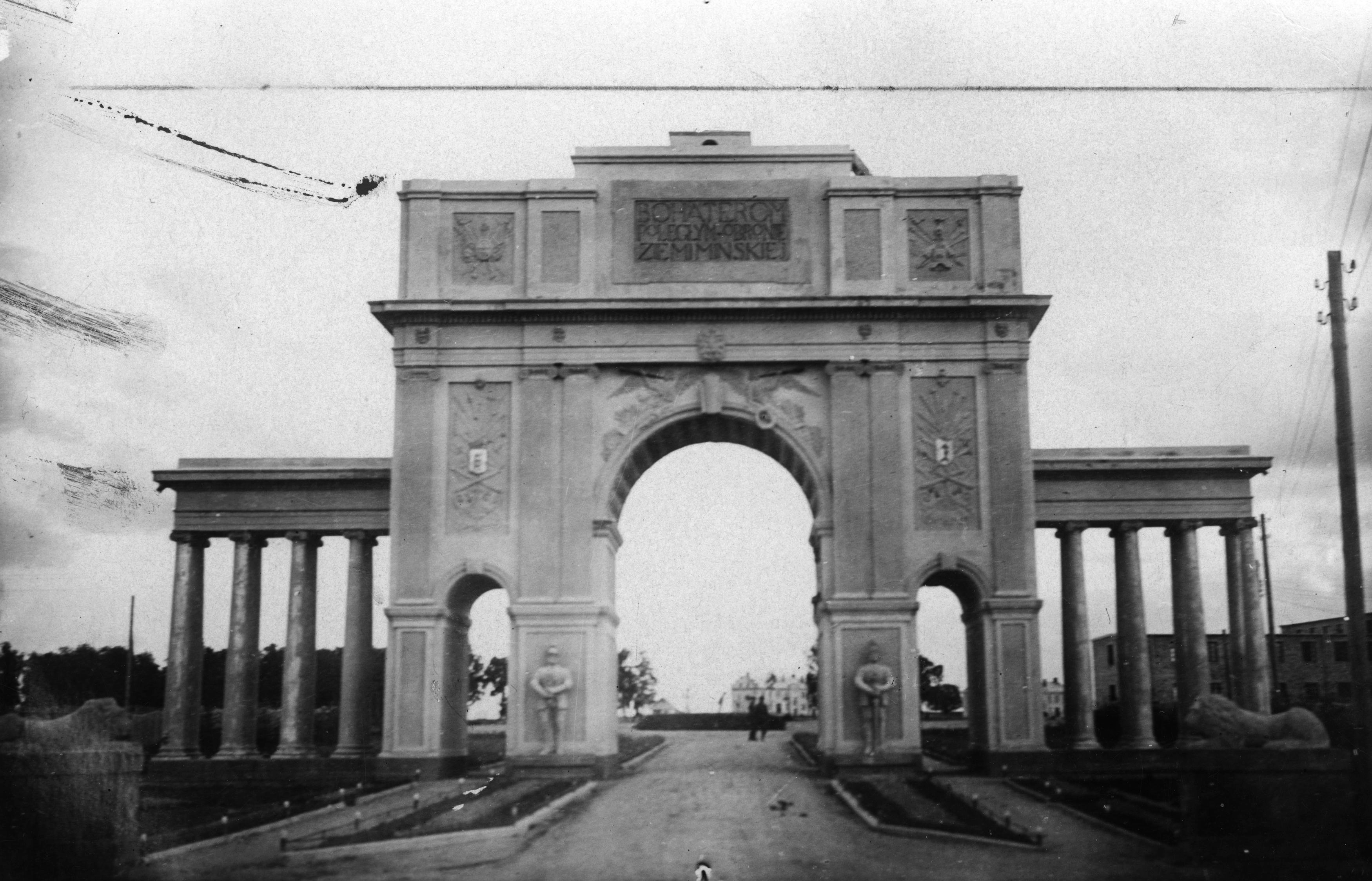
Łuk Triumfalny

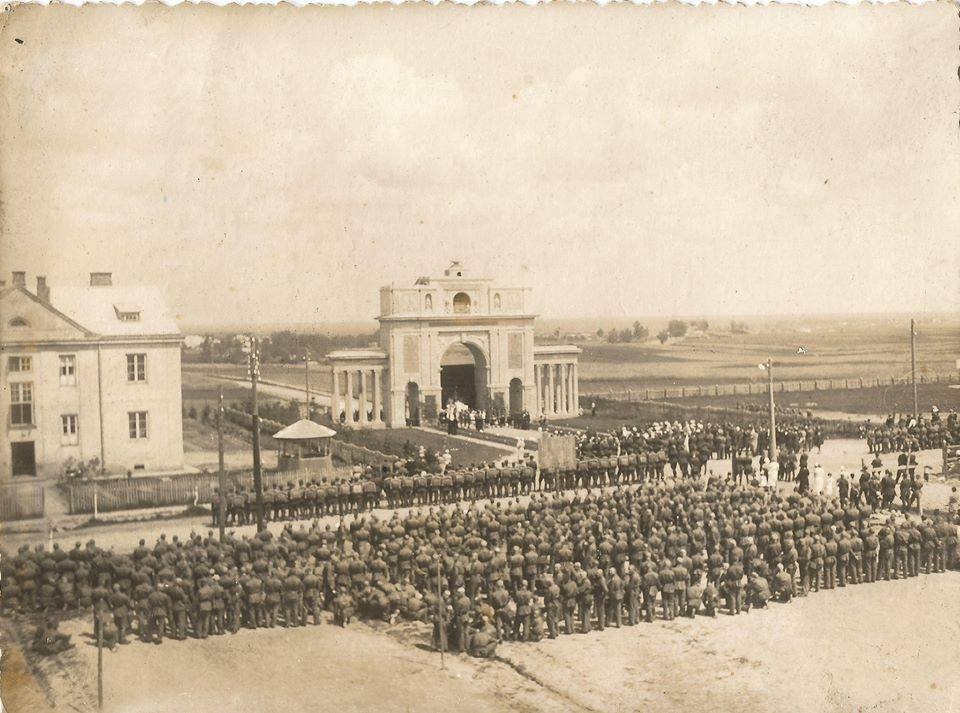
Uroczystość pułkowa w 1933 roku

Łuk triumfalny, wzniesiony w 1929 roku, wyznaczał paradny wjazd na terytorium garnizonu od dworca w Mołodecznie. Został ozdobiony licznymi płaskorzeźbami i posągami rycerzy i lwów. W zwieńczeniu łuku znajdowała się mała kapliczka, gdzie kapelan pułku błogosławił żołnierzy podczas uroczystości wojskowych.
W łuku były trzy bramy, jedna dla pojazdów i dwie dla pieszych. Środkowy wjazd był zbyt wąski, ażeby minęły się w nim dwa samochody. W związku z tym, na początku 1960 roku ze względu na wzmożony ruch w Mołodecznie władze miasta postanowiły zniszczyć łuk.
Na dachu budynku numer 16 na Prospekcie Niepodległości w Mińsku znajduje się od dawna dzwon wykonany w 1929 r. na terytorium Rzeczypospolitej Polskiej w pracowni odlewniczej braci Felczyńskich w Kałuszy.
Inskrypcje na dzwonie i dwie płaskorzeźby.
Pierwszy napis:

Dzwon ufundowany staraniem Mińskiego pułku strzelców ku czci poległych bohaterów w obronie ziemi Mińskiej

R.P.1929

Drugi napis:

Imię moje — Irena

Wykonane w odlewni braci Fielczyńskich w Kałuszy

Artysta Aleksander Borawski

Napis na obwodzie dzwonu:

Poległym ku czci. Żyjącym ku pamięci. Polsce ku większej chwale

Na jednej z płaskorzeźb znajduje się poległy żołnierz na tle umocnień. Obok niego leży pistolet, a nad nim – Matka Boża. Druga płaskorzeźba przedstawia – Matkę Bożej Ostrobramską, a pod nią sylwetki ludzi.
Okazuje się, że ten dzwon został odlany dla kaplicy 86. Pułku piechoty Wojska Polskiego, który do 1922 roku i był nazywany " pułk strzelców Mińskich”. Kaplica prawdopodobnie mieściła się w łuku triumfalnym helenowskiego garnizonu.

## Dowódcy pułku/garnizonu
- płk piech. Fabian Kobordo (17 XII 1918 – 20 I 1919)
- płk piech. Józef Borodzicz (21 I – 29 IV 1919)
- ppłk piech. Bronisław Adamowicz (od 29 IV 1919)
- płk piech. Zdzisław Maćkowski (1923 – III 1927)
- płk dypl. Ludwik Bociański (od III 1927)
- ppłk dypl. Władysław Smolarski (od I 1931)
- płk dypl. Józef Wiatr (X 1934 – I 1936)
- płk dypl. Władysław Ignacy Michalski (od 1936)
- ppłk piech. Walenty Peszek (IV 1938 – IX 1939)